# مطار خيريز
مطار خيريز الدولي (إياتا: XRY، إيكاو: LEJR) هو مطار إسباني يقع شمال شرق خيريز دي لا فرونتيرا، على بعد 9 كيلومترات من وسط المدينة، و35 كم شمال شرق مدينة قادس. المطار المدني الوحيد في مقاطعة قادس وأحد الأسباب الأساسية لتطورها السياحي.
تزايدت أهمية هذا المطار في السنوات الأخيرة، ففي عام 2007 سجل حركة مرور بلغت 1.607.834 مسافرًا و50.364 عملية و89.927 كجم من البضائع، مما جعله يحتل المرتبة 18 على المستوى الوطني والثالث في الأندلس. وأغلق مطار خيريز عام 2023 مع 904 ألف مسافر، وهو ما يمثل انخفاضًا بنسبة 1.4% مقارنة بالعام السابق. وبعد توسعته، أصبح يضم الآن 21 مكتبًا لتسجيل الوصول و7 بوابات للصعود إلى الطائرة.

## تاريخ
في عام 1936، في بداية الحرب الأهلية الإسبانية، كانت هناك حاجة إلى مطار في جنوب شبه الجزيرة لنقل القوات المتمردة من شمال إفريقيا إليها. أخيرًا، تقرر بناء هذا المطار جنوب خيريز دي لا فرونتيرا على أساس مؤقت. بمجرد دخول الحرب الأهلية، في عام 1937، تقرر بناء مطار دائم جديد، وتم نقل المطار المؤقت الأول إلى المنطقة التي يقع فيها حاليا، على بعد حوالي ثمانية كيلومترات شمال غرب وسط المدينة.
في عام 1938، كانت قاعدة لا بارا الجوية مخصصة للاستخدام العسكري الحصري وتم استخدامها كمدرسة لتدريب الطيارين. ثم اشترت مدينة خيريز دي لا فرونتيرا مساحة 240 هكتارًا مما يُعرف حاليًا بمطار خيريز دي لا فرونتيرا مقابل مليون ونصف بيزيتا تقريبًا، وفتحته أمام حركة الركاب الجوية المدنية والوطنية ورحلات الشحن. في الخمسينيات من القرن الماضي، تم إجراء العديد من التحسينات والتوسعات على المطار. وفي عام 1968 تم افتتاحه أمام حركة الركاب الجوية الدولية وتم بناء محطة جديدة. وبعد عام تم تمديد مدرج الهبوط.
في عام 1975، افتتحت شركة أفياكو خطًا منتظمًا بين مدريد وخيريز دي لا فرونتيرا، وكان هذا العام نقطة تحول في المطار، ومنذ ذلك الحين لم تتوقف الحركة الجوية عن النمو، بشكل معتدل حتى التسعينيات ثم بمعدل أسرع.
في عام 1991، اضطرت شركة المطارات والملاحة الجوية الإسبانية إلى تنفيذ العديد من الإصلاحات في المطار بسبب الطلب الذي استمر عليه. وتم بناء مبنى لمكافحة الحرائق ومحطة ركاب جديدة وأكثر حداثة ومواقف للسيارات ومداخل جديدة، من بين تحسينات أخرى. تم الانتهاء من هذه الأعمال في عام 1992. وفي العام التالي، تم نقل قاعدة لا بارا الجوية إلى قاعدة مورون دي لا فرونتيرا العسكرية، في مقاطعة إشبيلية، وأصبح المطار مدنيًا بالكامل وتمت إدارته بالكامل من قبل شركة المطارات الإسبانية.
خلال الأعوام من 2007 إلى 2009، تفاوض مجلس مدينة خيريز وتوصل إلى اتفاق مع شركة إدارة المطارات الإسبانية لإنشاء منطقة أنشطة المطار في خيريز، والتي ستُعرف فيما بعد باسم قطب خيريز للطيران. أعطت شركة إدارة المطارات الإسبانية ثلاث مناطق مختلفة للاستخدام في قطب الطيران، الأولى بمساحة 126.552 مترًا مربعًا مخصصة للتنمية الصناعية للمطارات، والثانية بمساحة 89.302 مترًا مربعًا مخصصة للمنطقة التكنولوجية والبحثية والثالثة بمساحة 63.752 مترًا مربعًا مخصصة للتركيب والتدريب الجديد. في 28 يوليو 2009، قامت أول شركة متخصصة في تصنيع الهياكل الكبيرة المصنوعة من ألياف الكربون، ومقرها في قطب الطيران، بالتوقيع على عقدها.
في 23 أكتوبر 2008 تم ترسية أعمال إنشاء محطة السكة الحديد على معبر السكة الحديد بجوار المطار لتوقف القطارات فائقة السرعة.
بعد التوسعات الأخيرة، أصبح المطار قادرًا على استيعاب 3 ملايين مسافر.

## النقل والمواصلات

### الحافلات
يرتبط مطار خيريز بعدة خطوط للحافلات (الخطوط: M-050 وM-051 وM-052).

### السكك الحديدية
وبالمثل، يتم أيضًا عن طريق السكك الحديدية، والتي تستخدم حاليًا فقط بواسطة قطارات المسافات القصيرة والمتوسطة، ومن المخطط أن يتوقف قطار فائق السرعة هناك في المستقبل. قامت شركة رينفي بتوفير جدول زمني للمسافرين يتضمن 22 قطارًا يوميًا

### سيارات الأجرة
البديل الآخر للتنقل بين المدينة والمحطة هو سيارات الأجرة. تحتوي كل من محطة المطار ومحطة القطار الرئيسية في المدينة على صفوف لسيارات الأجرة، بالإضافة إلى صفوف أخرى يمكنك العثور عليها في جميع أنحاء المدينة.

## إحصائيات
| الرتبة                           | الوجهات      | عدد المسافرين | التغيير 2022 / 23 |
| -------------------------------- | ------------ | ------------- | ----------------- |
| 1                                | دوسلدروف     | 90,794        | 2%                |
| 2                                | فرانكفورت    | 78,969        | 12%               |
| 3                                | لندن ستانستد | 32,640        | 7%                |
| 4                                | هانوفر       | 27,622        | 12%               |
| 5                                | ميونخ        | 20,509        | 45%               |
| 6                                | هامبورغ      | 16,850        | 27%               |
| 7                                | بروكسل       | 13,335        | 7%                |
| 8                                | شتاتغورت     | 12,586        | 8%                |
| 9                                | لندن غاتويك  | 9,327         | 45%               |
| 10                               | لوكسمبورغ    | 8,221         | 7%                |
| المصدر: إدارة المطارات الإسبانية |              |               |                   |

| الرتبة | الوجهات          | عدد المسافرين | التغيير 2022 / 23 |
| ------ | ---------------- | ------------- | ----------------- |
| 1      | مدريد            | 238,934       | 26%               |
| 2      | برشلونة          | 198,644       | 0%                |
| 3      | بالما دي مايوركا | 68,342        | 16%               |
| 4      | تنريف الشمالي    | 20,523        | 0%                |
| 5      | غران كناريا      | 20,294        | 74%               |
|        |                  |               |                   |